# O Baby
„O Baby“ je píseň britské rockové skupiny Siouxsie and the Banshees, vydaná jako první singl k jejímu jedenáctému studiovému albu The Rapture koncem roku 1994. Hudbu k písni složili členové skupiny a text napsala zpěvačka Siouxsie Sioux. Jejím producentem byl John Cale. Na B-straně singlu byla píseň „B Side Ourselves“. V britském hitparádovém žebříčku UK Singles Chart se singl umístil na 34. příčce; v americkém U.S. Modern Rock Tracks na 21. místě.